# معادلة شوفيلد
معادلة شوفيلد هي الطريقة لتقدير معدل الأيض الأساسي (BMR) للبالغين من الرجال والنساء حيث نشرت عام 1985.
المعادلة التي استخدمتها منظمة الصحة العالمية في سلسلة تقاريرها الفنية. المعادلة الموصى بها لتقدير معدل الأيض الأساسي من قبل الأكاديمية الأمريكية للتغذية وعلم التغذية هي Mifflin-St. معادلة جيور..
معادلات تقدير معدّل الأيض الأساسي بوحدة kJ / يوم (كيلوجول في اليوم) من كتلة الجسم (كجم) هي:
الرجال:
| العمر | المعادلة (كيلو جول/ يوم) | SEE |
| ----- | ------------------------ | --- |
| < 3   | 249 W ث - 127            | 292 |
| 3–10  | 95 W ث + 2110            | 280 |
| 10–18 | 74 W ث + 2754            | 441 |
| 18–30 | 63 W ث + 2896            | 641 |
| 30–60 | 48 W ث + 3653            | 700 |
| > 60  | 49 W ث + 2459            | 686 |

النساء:
| العمر | المعادلة (كيلو جول / يوم) | SEE |
| ----- | ------------------------- | --- |
| < 3   | 244 W ث - 130             | 246 |
| 3–10  | 85 W ث + 2033             | 292 |
| 10–18 | 56 W ث + 2898             | 466 |
| 18–30 | 62 W ث + 2036             | 497 |
| 30–60 | 34 W ث + 3538             | 465 |
| > 60  | 38 W ث + 2755             | 451 |

معادلات تقدير معدل الأيض الأساسي بالسعرات الحرارية/اليوم (السعرات الحرارية في اليوم) من كتلة الجسم (كغم) هي:
الرجال:
| العمر | المعادلة (كيلو كالوري / يوم) | SEE |
| ----- | ---------------------------- | --- |
| < 3   | 59.512 W ث - 30.4            | 70  |
| 3–10  | 22.706 W ث + 504.3           | 67  |
| 10–18 | 17.686 W ث + 658.2           | 105 |
| 18–30 | 15.057 W ث + 692.2           | 153 |
| 30–60 | 11.472 W ث + 873.1           | 167 |
| > 60  | 11.711 W ث + 587.7           | 164 |

النساء:
| العمر | المعادلة (كيلو كالوري / يوم) | SEE |
| ----- | ---------------------------- | --- |
| < 3   | 58.317 W ث - 31.1            | 59  |
| 3–10  | 20.315 W ث + 485.9           | 70  |
| 10–18 | 13.384 W واط + 692.6         | 111 |
| 18–30 | 14.818 W ث + 486.6           | 119 |
| 30–60 | 8.126 W ث + 845.6            | 111 |
| > 60  | 9.082 W واط + 658.5          | 108 |

المفاتيح:
ث= وزن الجسم بالكيلوغرام
SEE = خطأ معياري في التقدير
يجب تعديل الرقم الأولي الذي تم الحصول عليه بواسطة المعادلة لأعلى أو لأسفل، ضمن حد الثقة الذي تقترحه أخطاء التقدير المقتبسة، ووفقًا للمبادئ التالية:
تتطلب الموضوعات الأكثر رشاقة والعضلات من المعتاد طاقة أكثر من العادية. وتتطلب مواضيع السمنة أقل. قد يحتاج المرضى في الفئة العمرية الصغيرة لمعادلة معينة إلى مزيد من الطاقة. وايضا قد يحتاج المرضى في نهاية الفئة العمرية لمعادلة معينة إلى طاقة أقل.
قد تلغي تأثيرات العمر وكتلة الجسم: بحيث انه قد لا يحتاج الشخص البدين البالغ من العمر30 عامًا أو الرياضي البالغ من العمر60 عامًا إلى تعديل من الشكل الاساسي.
للعثور على الطاقة الفعلية المطلوبة يوميًا (متطلبات الطاقة المقدرة)، يجب بعد ذلك ضرب التمثيل الغذائي الأساسي بعامل نشاط. هذه كالتالي:
- يجب أن يتضاعف الأشخاص المستقرون من كلا الجنسين بمقدار 1.3. الخامل هو غير نشيط بدنيًا للغاية، وغير نشط في كل من العمل وأوقات الفراغ.
- يجب أن يتضاعف الرجال النشيطون بشكل خفيف بمقدار 1.6 والنساء بنسبة 1.5. يعني ان النشاط الخفيف أن الروتين اليومي يتضمن بعض المشي، أو ممارسة تمارين مكثفة مرة أو مرتين في الأسبوع. معظم الطلاب في هذه الفئة.
- يجب أن يتضاعف الرجال النشطون بشكل معتدل بنسبة 1.7 والنساء بنسبة 1.6. يعني النشاط المعتدل ممارسة تمارين مكثفة تستمر من 20 إلى 45 دقيقة ثلاث مرات على الأقل في الأسبوع ، أو وظيفة تتطلب الكثير من المشي، أو وظيفة معتدلة الشدة.
- يجب أن يتضاعف الرجال النشطون جدًا بمقدار 2.1 والنساء بنسبة 1.9. النشط للغاية يعني تمرينًا مكثفًا يستمر لمدة ساعة على الأقل يوميًا، أو القيام بعمل بدني شاق، مثل حامل البريد أو رياضي في التدريب.
- يجب أن يتضاعف الرجال النشطون للغاية بمقدار 2.4 والنساء بنسبة 2.2. نشط للغاية يعني رياضيًا يعمل بجدول تدريبي لا يمكن إيقافه أو وظيفة صعبة للغاية، مثل العمل في القوات المسلحة أو تجريف الفحم.

استخدمت منظمة الأغذية والزراعة / منظمة الصحة العالمية سجلات PAL مختلفة في توصياتها عند التوصية بكيفية حساب TEE. انظر الجدول 5.3 من وثيقة العمل الخاصة بهم. متطلبات الطاقة للبالغين، تقرير مشاورة الخبراء المشتركة بين منظمة الأغذية والزراعة ومنظمة الصحة العالمية وجامعة الأمم المتحدة (انظر الجدول 5.2).
نشرت هذه المعادلات في عام 1989 في المبادئ التوجيهية الغذائية وشكلت RDA للعديد من السنوات. كان عامل النشاط المستخدم من قبل وزارة الزراعة الأمريكية 1.6. في المملكة المتحدة، وتم استخدام عامل نشاط أقل قدره 1.4. وايضا استبدال المعادلة الآن بمعهد معادلة الطب في سبتمبر2002 في الولايات المتحدة، ومع ذلك لا تزال تستخدم حاليًا من قبل منظمة الأغذية والزراعة / منظمة الصحة العالمية / جامعة الأمم المتحدة.

## أنظر أيضا
- معادلة هاريس بنديكت
- معادلة معهد الطب